# Anna Pujol i Puigvehí
Anna Pujol Puigvehí (Figueres, 16 de agosto de 1947) é uma arqueóloga, historiadora, tradutora e professora catalã, especialista em arqueologia pré-história da Catalunha, história da alimentação europeia e em divulgação histórica.
Sua tese em arqueologia pré-romana recebeu o III Prêmio Castell del Joncar em 1977. Ela é catedrática desde 1981.

## Carreira
Puigvehí se bacharelou em 1970 pela Universidade de Barcelona, com o trabalho de conclusão intitulado "Los Indiketes según las fuentes literarias y arqueológicas";  se doutorou em 1981, em História, pela Universidade Autônoma de Barcelona (UAB), com a tese La población prerromana del extremo nordeste peninsular. Génesis y desarrollo de la cultura ibérica en las comarcas gerundenses. Ela lecionou na UAB por mais de 15 anos e foi professora associada de Arqueologia e História Antiga da Universidade Aberta da Catalunha. Ela ganhou uma cátedra de professora de História no ensino superior desde o ano de 1981.
Como arqueóloga, Puigvehí lecionou diversos cursos técnicos na localidade de Ampúrias. Ao lado das equipes franco-espanholas, escavou sítios de importância científica como o palácio oriental de Cancho Roano (em Zalamea de la Serena, Badajoz, Espanha) ou a cidade galo-romana de Bibracte (Monte-Beuvary, Nièvre, França), bem como em numerosos sítios de diferentes períodos e lugares: Ullastret, Saint-Remy-de-Provence, Burges, Bordighera, Liguria. A experiência docente em arqueologia a levou a organizar, em 1994 e 1996, os I e II Jornadas de Arqueología y Pedagogía no Museu de Arqueologia da Catalunha. Ela também trabalhou em um programa de educação em informática do Departamento de Educação da Generalidade da Catalunha, cujo resultado é o documento informatizado sobre Los íberos de Cataluña.
Puigvehí é colaboradora científica do Índice Histórico Espanhol desde 1973; e assessora científica da associação Amics dels Museus de Catalunya desde 1974. Além disso, faz parte de várias outras associações: é ex-integrante do Instituto de Arqueologia e Pré-história da Universidade de Barcelona; membro do Instituto de Estudos Catalães; e patrona da Santa Maria de Vilabertran. Lecionou em inúmeros cursos de pós-graduação em várias universidades e instituições espanholas, catalãs e estrangeiras. Publicou numerosos estudos sobre os primeiros momentos da história da Catalunha, especializados e para um grande público leitor em revistas como: Ampurias, Revista de Estudios Extremeños, Anales del Instituto de Estudios Ampurdaneses, Pyrenae, Historia y Vida, Historia 16, Rutas del Mundo de la National Geographic Society, Revista de Arqueologia ou Scientific American.
A tese de Anna Puigvehí recebeu o III Prêmio Castell del Joncar da Câmara Municipal de Figueres e da Sociedade Coral Erato. O trabalho foi publicado nos anais do Institut d'Estudis Empordanesos, em 1977.

O seu trabalho como investigadora e escritora abrange três áreas inter-relacionadas: a Proto-história da Catalunha e da Europa; as raízes da culinária da Catalunha, incluindo o vinho (veja o trabalho La Introducción y comercialización del vino en el nordeste de la Península Ibérica); por fim, a tradução de livros e estudos relacionados aos dois temas, como os livros utilizados pela Escola de Arquitetura de Barcelona, Historia de las tipologias arquitectónicas, ou Historia de la arquitectura moderna.

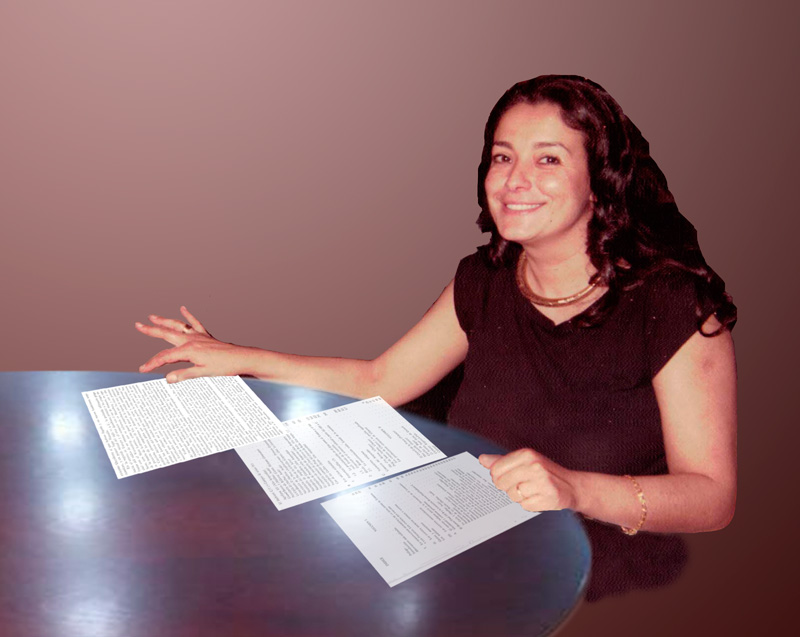
Anna Pujol Puigvehi, em 1983.